# Lobulia brongersmai
Lobulia brongersmai — вид сцинкоподібних ящірок родини сцинкових (Scincidae). Ендемік Нової Гвінеї. Вид названий на честь нідерландського герпетолога Лео Бронгерсми.

## Поширення і екологія
Lobulia brongersmai фрагментарно поширені на півночі Нової Гвінеї. Вони живуть у вологих тропічних лісах, трапляються в порушених природних середовищах, зокрема в садах і на плантаціях, на висоті від 1000 до 2500 м над рівнем моря. Ведуть деревний спосіб життя, зустрічаються на стовбурах дерев.